# Andrew Cooper
Andrew Dollman Cooper (Melbourne, 23 december 1964) is een Australisch voormalig roeier. Cooper maakte zijn debuut tijdens de wereldkampioenschappen roeien 1986 met een wereldtitel in de acht. Bij Cooper zijn Olympisch debuut tijdens de Olympische Zomerspelen 1988 werd hij vijfde in de acht. Drie jaar later werd Cooper wereldkampioen in de vier-zonder-stuurman tijdens de wereldkampioenschappen roeien 1991. Een jaar later werd Cooper olympisch kampioen tijdens de Olympische Zomerspelen 1992 in de vier-zonder-stuurman.

## Resultaten
- Wereldkampioenschappen roeien 1986 in Nottingham  in de acht
- Wereldkampioenschappen roeien 1987 in Kopenhagen 4e in de acht
- Olympische Zomerspelen 1988 in Seoel 5e in de acht
- Wereldkampioenschappen roeien 1991 in Wenen  in de vier-zonder-stuurman
- Olympische Zomerspelen 1992 in Barcelona  in de vier-zonder-stuurman
- Wereldkampioenschappen roeien 1995 in Tampere 5e in de vier-zonder-stuurman

1904: Arthur Stockhoff & August Erker & Albert Nasse & George Dietz ·
1908: Robert Cudmore & James Angus Gillan & Duncan Mackinnon & Robert Somers-Smith ·
1924: Charles Eley & James MacNabb & Robert Morrison & Terence Sanders ·
1928: John Lander & Michael Warriner & Richard Beesly & Edward Bevan ·
1932: John Badcock & Hugh Edwards & Jack Beresford & Rowland George ·
1936: Rudolf Eckstein & Anton Rom & Martin Karl & Wilhelm Menne ·
1948: Giuseppe Moioli & Elio Morille & Giovanni Invernizzi & Franco Faggi ·
1952: Duje Bonačić & Velimir Valenta & Mate Trojanović & Petar Šegvić ·
1956: Archibald MacKinnon & Walter D'Hondt & Lorne Loomer & Donald Arnold ·
1960: Arthur Ayrault & Ted Nash & John Sayre & Richard Wailes ·
1964: John Ørsted Hansen & Bjørn Hasløv & Erik Petersen & Kurt Helmudt ·
1968: Frank Forberger & Frank Rühle & Dieter Grahn & Dieter Schubert ·
1972: Frank Forberger & Frank Rühle & Dieter Grahn & Dieter Schubert ·
1976: Siegfried Brietzke & Andreas Decker & Stefan Semmler & Wolfgang Mager ·
1980: [[Jürgen Thiele] & Andreas Decker & Stefan Semmler] & Siegfried Brietzke ·
1984: Les O'Connell & Shane O'Brien & Conrad Robertson & Keith Trask ·
1988: Roland Schröder & Thomas Greiner & Ralf Brudel & Olaf Förster ·
1992: Andrew Cooper & Nick Green & Mike McKay & James Tomkins ·
1996: Nick Green & Drew Ginn & James Tomkins & Mike McKay ·
2000: James Cracknell & Steve Redgrave & Tim Foster & Matthew Pinsent ·
2004: Steve Williams & James Cracknell & Ed Coode & Matthew Pinsent ·
2008: Tom James & Pete Reed & Andrew Triggs-Hodge & Steve Williams ·
2012: Alex Gregory & Pete Reed & Tom James & Andrew Triggs-Hodge ·
2016: Alex Gregory & Constantine Louloudis & George Nash & Mohamed Sbihi ·
2020: Alexander Purnell & Spencer Turrin  & Jack Hargreaves  & Alexander Hill ·
2024: Nick Mead & Justin Best & Michael Grady & Liam Corrigan